# Глен-Лін (Вірджинія)
Глен-Лін (англ. Glen Lyn) — місто (англ. town) в США, в окрузі Джайлс штату Вірджинія. Населення — 95 осіб (2020).

## Географія
Глен-Лін розташований за координатами 37°22′25″ пн. ш. 80°51′4″ зх. д. / 37.37361° пн. ш. 80.85111° зх. д. (37.373491, -80.851075).  За даними Бюро перепису населення США в 2010 році місто мало площу 1,91 км², з яких 1,68 км² — суходіл та 0,23 км² — водойми. В 2017 році площа становила 1,79 км², з яких 1,58 км² — суходіл та 0,20 км² — водойми.

## Демографія
Згідно з переписом 2010 року, у місті мешкало 115 осіб у 47 домогосподарствах у складі 27 родин. Густота населення становила 60 осіб/км².  Було 58 помешкань (30/км²).
Расовий склад населення:
| - 100,0 % — білих |

До двох чи більше рас належало 0,0 %. Частка іспаномовних становила 2,6 % від усіх жителів.
За віковим діапазоном населення розподілялося таким чином: 23,5 % — особи молодші 18 років, 60,0 % — особи у віці 18—64 років, 16,5 % — особи у віці 65 років та старші. Медіана віку мешканця становила 36,8 року. На 100 осіб жіночої статі у місті припадало 109,1 чоловіків;  на 100 жінок у віці від 18 років та старших — 95,6 чоловіків також старших 18 років.
Середній дохід на одне домашнє господарство  становив 45 050 доларів США (медіана — 33 750), а середній дохід на одну сім'ю — 56 694 долари (медіана — 67 500). Медіана доходів становила 43 125 доларів для чоловіків та 26 250 доларів для жінок. За межею бідності перебувало 9,9 % осіб, у тому числі 13,3 % дітей у віці до 18 років та 9,7 % осіб у віці 65 років та старших.
Цивільне працевлаштоване населення становило 41 осіб. Основні галузі зайнятості: роздрібна торгівля — 14,6 %, освіта, охорона здоров'я та соціальна допомога — 14,6 %, будівництво — 9,8 %, публічна адміністрація — 7,3 %.